# Фауна Кокосових (Кілінг) островів

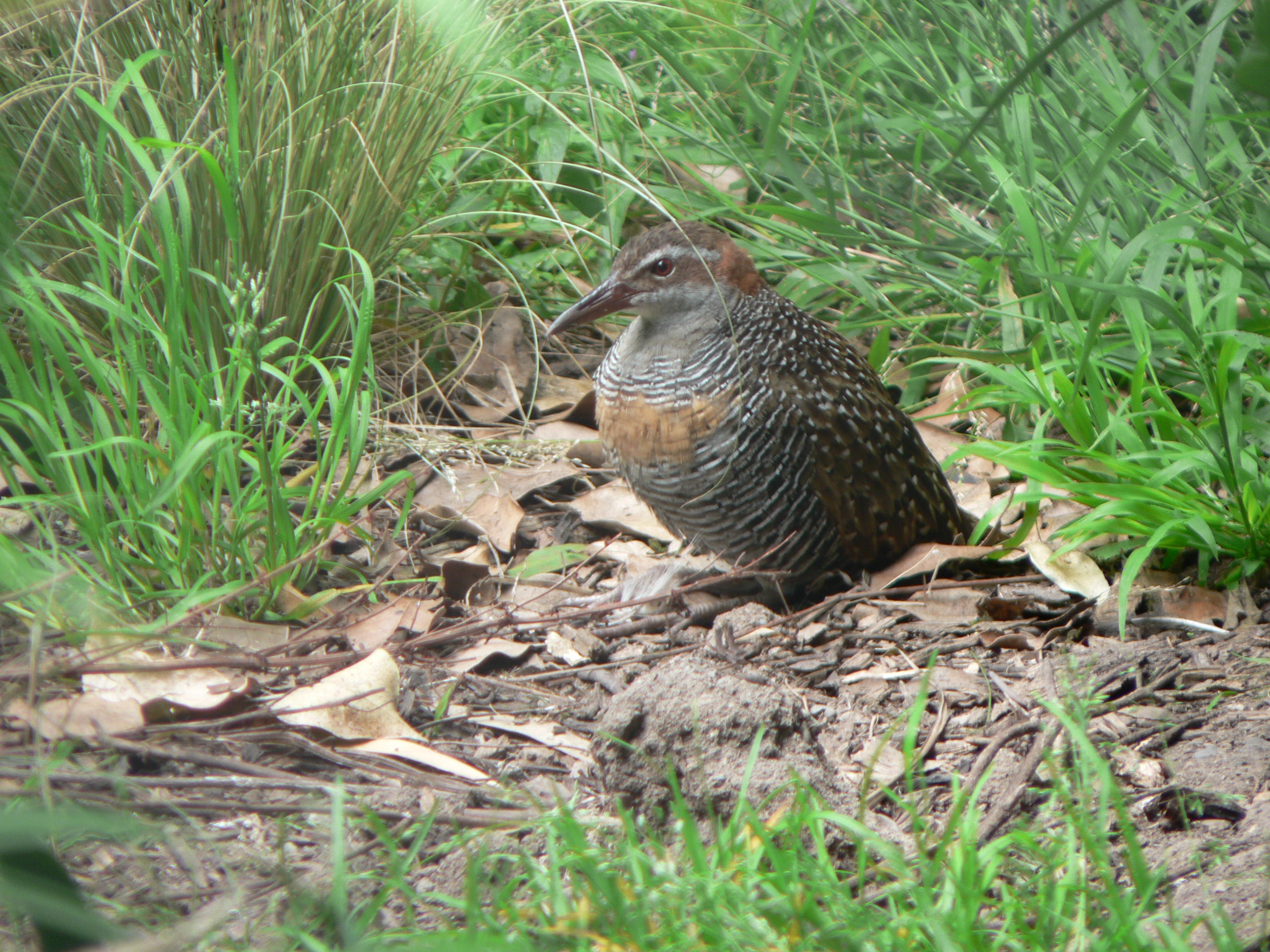
Ендемічний підвид місцевого птаха

Наземна фауна Кокосових (Кілінг) островів нечисленна, тому що острови мають незначну площу суходолу, нестачу різноманітних природних середовищ, і є ізольованими від материка. Проте фауна, залежна від морських ресурсів, є значно багатшою.

## Птахи
Через те, що Кокосові острови — це невелика та ізольована група островів на двох атоллах за 24 кілометри один від одного в східному Індійському океані, кількість видів неперелітних птахів суходолу (на відміну від морських птахів та чапель) є дуже нечисленною. Ці види включають в себе завезену зелену лісову курку та шоломчасту цесарку, білогруду водяну курочку, східну рифову білу чаплю, китайську нічну чаплю та завезену різдвяну білоочку. Чотири інші завезені види на даний момент зникли на цих островах. Декілька інших видів птахів суходолу час від часу з'являються на островах, проте ніхто з них не створив популяції, яка розмножується.
Перелітні чаплі, які з'являються на островах, включають в себе деяких постійних відвідувачів та мандрівних птахів. Ніхто з них не розмножується на цих островах. Проте, північний острів важливий для морських птахів, які розмножуються. Серед них є велика кількість великих та малих фрегатів, звичайні фульмари і білі крячки. Інші морські птахи, які розмножуються на островах, включають в себе червонохвостих та білохвостих фаетонів та багато інших видів птахів. Можливо, що буревісники також розмножуються на островах.
Імовірно, до того як люди з'явилися на островах в 19 сторіччі, морські птахи розмножувалися на обох атоллах. Проте, через заснування людського поселення та завезення гризунів на південний атолл, великі колонії морських птахів нині обмежені північним атоллом. Хоча мешканці Кокосових островів постійно відвідували північний острів, щоб полювати на морських птахів, цей звичай в значній мірі припинився з заснуванням національного заповідника Пулу Кілінг в 1995 році.

### Список птахів
- Phasianidae
  - Червона лісова курка, Gallus gallus — здичавіла свійська курка
  - Зелена лісова курка, Gallus varius — завезена, розмножується
  - Шоломчаста цесарка, Numida meleagris — завезена, розмножується
- Anatidae
  - Тихоокеанська чорна качка, Anas superciliosa — мандрівна
  - Звичайна чирка, Anas crecca — мандрівна
  - Твердоголов, Aythya australis — мандрівний
- Procellariidae
  - Буревісник Булуера, Bulweria bulwerii — мандрівний
  - Буревісник, Pterodroma arminjoniana — можливо розмножується
  - Ardenna pacificus — розмножується
- Diomedeidae
  - Жовтоносий альбатрос, Thalassarche chlororhynchos — мандрівний
- Phaethontidae
  - Білохвостий фаетон, Phaethon lepturus — розмножується
  - Червонохвостий фаетон, Phaethon rubricauda — розмножується
- Sulidae
  - Sula dactylatra — розмножується
  - Sula leucogaster — розмножується
  - Sula sula — розмножується
- Phalacrocoracidae
  - Phalacrocorax carbo — мандрівний
  - Phalacrocorax sulcirostris — мандрівний
  - Phalacrocorax melanoleucos — мандрівний
- Fregatidae
  - Різдвяний фрегат, Fregata andrewsi — мандрівний
  - Малий фрегат, Fregata ariel — розмножується
  - Великий фрегат, Fregata minor — розмножується
- Ardeidae
  - Велика біла чапля, Ardea alba — мандрівна
  - Пастушача біла чапля, Ardea ibis — мандрівна
  - Проміжна біла чапля, Ardea intermedia — мандрівна
  - Китайська ставкова чапля, Ardeola bacchus — мандрівна
  - Смугаста чапля, Butorides striatus — мандрівна
  - Мала біла чапля, Egretta garzetta — можливо розмножується
  - Білолиця чапля, Egretta novaehollandiae — мандрівна
  - Східна рифова біла чапля, Egretta sacra — розмножується
  - Західна рифова біла чапля, Egretta gularis — мандрівна
  - Китайська нічна чапля, Nycticorax caledonicus — розмножується
  - Чорноголова нічна чапля, Nycticorax nycticorax — мандрівна
  - Ixobrychus flavicollis — мандрівна
  - Ixobrychus sinensis — мандрівна
- Threskiornithidae
  - Блискучий ібіс, Plegadis falcinellus — мандрівний
- Phoenicopteridae
  - Великий фламінго, Phoenicopterus ruber — мандрівний
- Accipitridae
  - Circus approximans — мандрівний
  - Китайський горобиний сокіл, Accipiter soloensis — мандрівний
  - Японський горобиний сокіл, Accipiter gularis — мандрівний
- Falconidae
  - Китайський боривітер, Falco cenchroides — мандрівний
- Rallidae
  - Білогруда водяна курочка, Amaurornis phoenicurus — розмножується
  - Gallirallus philippensis andrewsi — ендемічний підвид
  - Водяний півень, Gallicrex cinerea — мандрівний
- Scolopacidae
  - Звичайний піщаний дударик, Actitis hypoleucos — постійний відвідувач
  - Arenaria interpres — постійний відвідувач
  - Гострохвостий піщаний дударик, Calidris acuminata — мандрівний
  - Calidris alba — мандрівний
  - Кучерявий піщаний дударик, Calidris ferruginea — мандрівний
  - Calidris ruficollis — мандрівний
  - Calidris canutus — мандрівний
  - Calidris tenuirostris — мандрівний
  - Шпилькохвостий бекас, Gallinago stenura — мандрівний
  - Limosa lapponica — мандрівний
  - Limosa limosa — мандрівний
  - Малий кучерявець, Numenius minutus — мандрівний
  - Numenius phaeopus — постійний відвідувач
  - Сірохвостий кулик, Tringa brevipes — мандрівний
  - Tringa nebularia — постійний відвідувач
  - Tringa totanus — постійний відвідувач
  - Phalaropus lobatus — мандрівний
- Recurvirostridae
  - Чорнокрилий ходуличник, Himantopus himantopus leucocephalus — мандрівний
- Charadriidae
  - Charadrius leschenaultii — постійний відвідувач
  - Charadrius veredus — мандрівний
  - Pluvialis fulva — постійний відвідувач
  - Pluvialis squatarola — мандрівний
- Glareolidae
  - Glareola maldivarum — мандрівний
- Laridae
  - Звичайний фульмар, Anous stolidus — розмножується
  - Малий фульмар, Anous tenuirostris — мандрівний
  - Білокрилий крячок, Chlidonias leucopterus — мандрівний
  - Білий крячок, Gygis alba — розмножується
  - Повідковий крячок, Onychoprion anaethetus — мандрівний
  - Onychoprion fuscatus — розмножується
  - Звичайний крячок, Sterna hirundo — мандрівний
  - Малий хохлатий крячок, Thalasseus bergii — мандрівний
  - Великий хохлатий крячок, Thalasseus bengalensis — мандрівний
  - Крячок Саундерса, Sternula saundersi — мандрівний
- Columbidae
  - Різдвяний імперський голуб, Ducula whartoni — завезений, зниклий
- Cuculidae
  - Велика соколоподібна зозуля, Hierococcyx sparverioides — мандрівна
  - Азійська зозуля, Cuculus saturatus — мандрівна
  - Індійська зозуля, Cuculus micropterus — мандрівна
  - Eudynamys scolopaceus — мандрівний
- Strigidae
  - Рибоїдна сова, Ketupa ketupu — мандрівна
- Caprimulgidae
  - Різні види дрімлюг, Caprimulgus — мандрівні
- Apodidae
  - Тихоокеанський стриж, Apus pacificus — мандрівний
  - Стриж з їстівними гніздами, Collocalia fuciphaga — мандрівний
  - Білошиїй голкохвіст, Hirundapus caudacutus — мандрівний
- Halcyonidae
  - Комірцевий рибалочка, Todiramphus chloris — мандрівний
- Meropidae
  - Райдужний бджолоїд, Merops ornatus — мандрівний
- Coraciidae
  - Доларовий птах, Eurystomus orientalis — мандрівний
- Motacillidae
  - Сіра трясогузка, Motacilla cinerea — мандрівна
  - Жовта трясогузка, Motacilla flava — мандрівна
- Passeridae
  - Горобець джава, Padda oryzivora — завезений, зниклий
- Ploceidae
  - Азійський золотистий ткачик, Ploceus hypoxanthus — завезений, зниклий
- Hirundinidae
  - Сарайна ластівка, Hirundo rustica — постійний відвідувач
  - Азійська домова ластівка, Delichon dasypus — мандрівна
- Zosteropidae
  - Різдвяна білоочка, Zosterops natalis — завезена, розмножується
- Turdidae
  - Різдвяний дрізд, Turdus poliocephalus erythropleurus — завезений, зниклий
- Muscicapidae
  - Азійська бура мухоловка, Muscicapa dauurica — мандрівна
  - Блакитно-біла мухоловка, Cyanoptila cyanomelana — мандрівна
- Sturnidae
  - Рожевий шпак, Pastor roseus — мандрівний

## Ссавці
На островах немає корінних наземних ссавців. Два види гризунів, хатня миша та чорний пацюк, були завезені на південний атолл, проте відсутні на північному острові. Кролики були завезені на острови, але вимерли. Два види азійських оленів, індійський мунтжак (Muntiacus muntjak) і самбар (Cervus unicolor), були завезені, проте не збереглися на островах. Морські ссавці, яких бачили на прибережній смузі, чи бачили, коли вони пропливали біля островів, включають в себе:
- Sirenia
  - Дюгонь, Dugong dugon — бачили у лагуні на південному атоллі
- Cetacea
  - Пляшконосий дельфін, Tursiops truncatus — бачать постійно
  - Звичайний дельфін, Delphinus delphis — бачать постійно
  - Кит-лоцман, види Globicephala
  - Горбатий кит, Megaptera novaeangliae
  - Дзьобатий кит Кавіара, Ziphius cavirostris
  - Physeter macrocephalus — вид китів

## Рептилії
Види наземних рептилій включають в себе три види гекконів та сліпозмійку. Усі вони були випадково завезені на острови людьми:
- Gekkonidae
  - Сумуючий геккон, Lepidodactylus lugubris
  - Чотирипалий геккон, Gehyra mutilata
  - Хатній геккон, Hemidactylus frenatus
- Typhlopidae
  - Сліпозмійка, Typhlops braminus

Морські рептилії включають в себе:
- Hydrophiidae
  - Жовточерева морська змія, Pelamis platurus
  - Облямований морський крайт, Laticauda colubrina
- Chelonioidea
  - Зелена морська черепаха, Chelonia mydas — розмножується
  - Яструбинодзьоба морська черепаха, Eretmochelys imbricata
  - Оливкова морська черепаха, Lepidochelys olivacea
  - Caretta caretta
  - Шкіряста морська черепаха, Dermochelys coriacea

## Риби
Більше 500 видів риб водиться навколо островів.